# Стражата (плато)
Вижте пояснителната страница за други значения на Стража.
Стражата е плато във вътрешната структурна ивица на Средния Предбалкан, област Габрово, разположено между долините на река Росица на запад и Дряновска река с левия си приток Андък на изток.
Платото Стражата се издига между Севлиевското поле на запад и югозапад и Дряновска река с левия си приток Андък на изток и югоизток. На югоизток, в района на село Донино чрез седловина висока 537 м платото се свързва с Габровските възвишения.
Има форма на равнобедрен триъгълник обърнат на юг. Дължината му от запад на изток е 20 км, а маскималната му ширина – 7 км. Средната му надморска височина е 600 – 700 м. Има плоско било над което се издигат ниски заоблени върхове Божуря (768 м), Минин чукар (704,2 м) и др. Склоновете му са стръмни, короновани от варовити скални венци. Подножията са покрити с делувиални наслаги. На запад, над Севлиевското поле завършва със скалния венец Витата стена. От юг на север се проломява и разполовява от Стражанския пролом на река Янтра. Изградено е от долнокредни варовици, пясъчници и мергели на Стражанската синклинала. Широко са разпространени карстови форми – понори, валози, въртопи, карстови извори и блата. Частично е обрасло с благуново-церови гори, които са по-добре запазени по склоновете. Широките билни заравнености са заети от обработваеми земи, а по полегатите склонове – овощни градини и лозя.
По билото на платото и в подножията му са разположени около двадесеттина малки селца и махали.
По югоизточното подножие на платото, от Дряново до Габрово, на протежение от 13,2 км преминава участък от първокласен път № 5 от Държавната пътна мрежа Русе – Стара Загора – ГКПП „Маказа“.

## Топографска карта
- Лист от карта K-35-27. Мащаб: 1 : 100 000.
- Лист от карта K-35-39. Мащаб: 1 : 100 000.